# サカイキャニング
サカイキャニング株式会社は、和歌山県橋本市高野口町に本社を置く清涼飲料（缶・PET・CUP）の受託製造メーカーである。

## 沿革
- 1912年 - 「阪井商店」としてラムネやみかん水を製造・販売。
- 昭和初 - 「阪井鉱泉所」として瓶詰めの新分類の飲料を開発し製造販売。当時としては画期的なパストラ型シャワー式温水殺菌装置を開発し、全国をシェアに販売するなど飲料の殺菌技術の発展に注力。
- 昭和中 - 「阪井飲料工場」として缶入り乳飲料・果汁飲料の製造販売に転換。多数の自社ブランド商品を開発し製造販売を行う。昭和56年にPETボトル入りミネラルウォーター『大師の水』を発売。
- 1991年 - 増資に伴い「サカイキャニング株式会社」と改める。
- 1994年 - 本社高野口町にPET充填工場を新設。
- 2002年 - 東京営業所を開設。
- 2004年 - かつらぎ町に高野山麓かつらぎ工場を新設。最先端のPET充填ラインを構築。
- 2005年 - かつらぎ工場にCUP無菌充填ラインを増設。
- 2007年 - ホームページを開設

## 商品
- 緑茶・烏龍茶等お茶系統全般・焙煎や発酵などの特殊原料の抽出や濾過に技術有り。
- 自社内で採水されるナチュラルミネラルウォーター『大師の水』（10年連続モンドセレクション最高金賞受賞2007～2016年）や搬入されるミネラルウォーターの充填が可能。
- CUP無菌充填ラインでは果汁などを原料とした飲料やデザートの充填が可能。